# 圣樊尚堡
圣樊尚堡（法語：Saint-Vincent-les-Forts，法語發音：[sɛ̃ vɛ̃sɑ̃ le fɔʁ]）是法国上普罗旺斯阿尔卑斯省的一个旧市镇，属于巴瑟洛内特区。2017年，圣樊尚堡与市镇拉布雷奥勒合并为新市镇于拜-塞尔蓬松。

## 地理
圣樊尚堡（44°26'42"N, 6°22'24"E）面积22.82 平方千米，位于法国普罗旺斯-阿尔卑斯-蓝色海岸大区上普罗旺斯阿尔卑斯省，该省份为法国东南部内陆省份，北起上阿尔卑斯省，西接沃克吕兹省，西北接德龙省，南至瓦尔省，东临滨海阿尔卑斯省，东北部与意大利接壤。
与圣樊尚堡接壤的市镇（或旧市镇、城区）包括：拉布雷奥勒、勒洛泽-于拜、蒙克拉尔。
圣樊尚堡的时区为UTC+01:00、UTC+02:00（夏令时）。

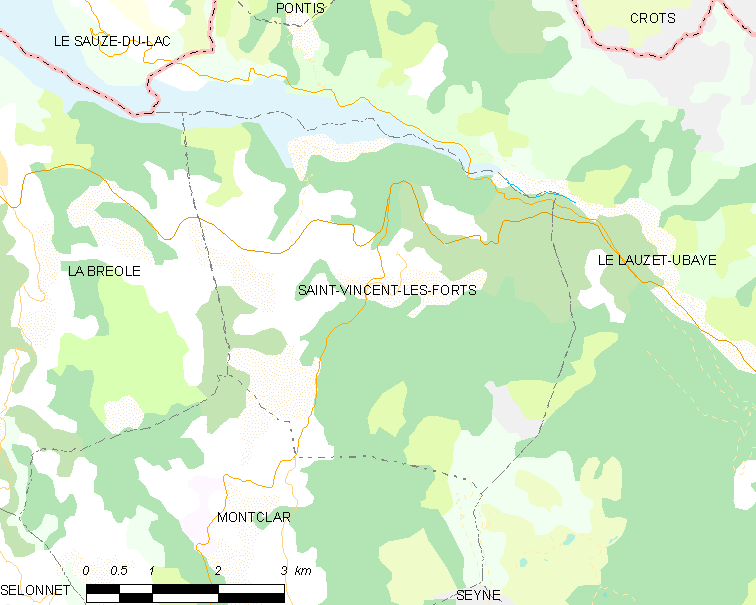
圣樊尚堡的OSM定位图

## 行政
圣樊尚堡的邮政编码为04340，INSEE市镇编码为04198。

## 政治
圣樊尚堡所属的省级选区为巴瑟洛内特县。

## 人口

1962-2008年间圣樊尚堡人口变化图示

圣樊尚堡于2018年1月1日时的人口数量为375人。